# Christian Pescheck (Prähistoriker)
Christian Pescheck (* 12. August 1912 in Breslau; † 20. August 2003 in München) war ein Prähistoriker, Universitätslehrer und Denkmalpfleger.
Pescheck machte das Abitur am Gymnasium „Zum Heiligen Geist“ in Breslau und studierte anschließend Vor- und Frühgeschichte an den Universitäten München und Breslau. 1937 wurde er in Breslau zum Dr. phil promoviert. In der Folge war er Assistent und dann Dozent an der Universität Wien, wo er sich 1942 habilitierte. Seine nicht publizierte Habilitationsschrift Die junghallstättische Kultur im Reichsgau Niederdonau war eine erstmalige Zusammenfassung und epochale Interpretation dieser kulturellen Erscheinung für Ostösterreich (Belegexemplar in der Bibliothek des Institutes für Ur- und Frühgeschichte der Universität Wien).
Pescheck war von 1956 bis 1977 Leiter der Außenstelle Würzburg des Bayerischen Landesamtes für Denkmalpflege und ab 1963 hatte er einen Lehrauftrag an der Universität Würzburg (Honorarprofessor). Er war auch an zahlreichen Grabungen beteiligt, beispielsweise im Oppidum Manching aber auch in Beni-Salame in Ägypten und bei der Erschließung des Merowingerzeitlichen Reihengräberfeldes mit Körper- und Brandgräbern im unterfränkischen Kleinlangheim.
Christian Pescheck verfasste zahlreiche Facharbeiten von richtungweisender Bedeutung sowohl für Niederösterreich als auch für Bayern.

## Werke (Auswahl)
- Die frühwandalische Kultur in Mittelschlesien (= Quellenschriften zur ostdeutschen Vor- und Frühgeschichte. Band 5). Kabitzsch, Leipzig 1939.
- Die junghallstättische Kultur im Reichsgau Niederdonau. Habilitationsschrift, Universität Wien 1942.
- Bemalte Keramik vor 2500 Jahren. Karl Kühne, Wien/Leipzig 1949.
- Lehrbuch der Urgeschichtsforschung. F. Pieper, Weende/Göttingen 1950.
- Abteilung für Vor- und Frühgeschichte. Katalog Würzburg 1: Die Funde von der Steinzeit bis zur Urnenfelderzeit im Mainfränkischen Museum (= Materialhefte zur bayerischen Vorgeschichte. Heft 12). Lassleben, Kallmünz 1958.
- Vor- und Frühzeit Unterfrankens. Eine kurze Einführung (= Mainfränkische Hefte. Heft 38). Hart, Würzburg 1961 (2., erweiterte Auflage 1967; 3. Auflage 1975).
- Die Vogelsburg in der Volkacher Mainschleife (= Mainfränkische Heimatkunde. Band 15). Stürtz, Würzburg 1971, ISBN 3-8003-0052-2.
- Die germanischen Bodenfunde der Römischen Kaiserzeit in Mainfranken (= Münchener Beiträge zur Vor- und Frühgeschichte. Band 27). 2 Teilbände, C. H. Beck, München 1978, ISBN 3-406-00497-0.
- Neue Reihengräberfunde aus Unterfranken (= Kataloge der Prähistorischen Staatssammlung. Nummer 21). Lassleben, Kallmünz 1983, ISBN 3-7847-5121-0.
- Die Urgeschichte des Dorfes Acholshausen (= Heimatgeschichtliche Reihe. Heft 7). Acholshausen 1984.
- Die Kelten im Landkreis Schweinfurt (= Kataloge der Prähistorischen Staatssammlung. Nummer 24). Lassleben, Kallmünz 1992, ISBN 3-7847-5124-5.
- Archäologiereport Kleinlangheim (= Mainfränkische Studien. Band 53). Freunde Mainfränkischer Kunst und Geschichte/Historischer Verein Schweinfurt, Würzburg/Schweinfurt 1993.
- Die Gründung von Geisenheim im Spiegel der Archäologie (= Beiträge zur Kultur und Geschichte der Stadt Geisenheim. Band 4). Walter, Eltville im Rheingau 1996.
- Das fränkische Reihengräberfeld von Kleinlangheim, Lkr. Kitzingen, Nordbayern (= Germanische Denkmäler der Völkerwanderungszeit. Serie A. Band 17). 2 Teilbände, Philipp von Zabern, Mainz 1996, ISBN 3-8053-1882-0.